# (26375) 1999 DE9
(26375) 1999 DE9 ali  (26375) 1999 DE9 je čezneptunski asteroid, ki je v resonanci 2 : 5 z Neptunom. Nahaja se v razpršenem disku.

## Odkritje
Odkrila sta ga Chad Trujillo in Jane X. Luu 20. februarja 1999 na Observatoriju Kitt Peak. Asteroid še nima uradnega imena.

## Lastnosti
(26375) 1999 DE9 potrebuje za eno pot okoli Sonca okoli 415 let. Asteroid ima v premeru okoli 500 km, njegova tirnica pa je nagnjena proti ekliptiki 7,6 °. Spektralna analiza kaže, da ima na površini led.